# Денщикова Діна Михайлівна
Діна Михайлівна Денщикова (нар. 1 травня 1930 — ?) — українська радянська діячка, токар арматурного цеху Дніпропетровського паровозоремонтного заводу Дніпропетровської області. Депутат Верховної Ради СРСР 6-го скликання.

## Біографія
Народилася в родині службовця. Закінчила залізничне училище.
У 1946—1947 роках — слюсар, з 1947 року — токар арматурного цеху Дніпропетровського паровозоремонтного заводу Дніпропетровської області. Ударник комуністичної праці.
Освіта середня: закінчила вечірню школу робітничої молоді.
Член КПРС з 1958 року.
Потім — на пенсії в місті Дніпропетровську (Дніпрі).